# Ivești (Galați)
Ivești es una comuna ubicada en el distrito de Galați, Rumania.

## Superficie
Posee una superficie de 89,55 kilómetros cuadrados.

## Demografía
Hasta 2021 la población era de 9584 habitantes, con una densidad de población de 107,0 habitantes por kilómetro cuadrado.